# Van Gend en Loos
Van Gend en Loos, plným označením N. V. Algemene Transport‑en Expeditie Onderneming Van Gend en Loos v. Netherlands Fiscal Administration (26/62), byl významný judikát Evropského soudního dvora z roku 1963, kterým byla zakotvena zásada přímého účinku komunitárního práva, tedy schopnost zakládat práva jednotlivců vymahatelné před soudy členských států Společenství.

## Skutková podstata
Nizozemí v rozporu s ustanovením článku 12 Smlouvy o založení Evropského hospodářského společenství zvýšilo celní tarif na dovoz některých chemikálií jejich přeřazením do jiné tarifní skupiny. Společnost Van Gend en Loos se před vnitrostátním soudem snažila domoci možnosti dovozu zboží za nižší cla na základě tohoto článku. Vnitrostátní soud položil předběžnou otázku Soudnímu dvoru, zda má aplikovat Smlouvu ve vztahu k jednotlivci nebo vnitrostátní úpravu, neboť vztah komunitárního a národního práva nebyl v primárním právu vymezen.

## Rozhodnutí soudu
Soudní dvůr argumentoval, že cíl vytvoření společného trhu předpokládá, že Smlouva je více, než jen dohoda mezi členskými státy, což dle soudu potvrzuje i preambule, která hovoří nejen ke státům ale i národům. Dále konstatoval, že komunitární právo vytváří nový právní řád, v jehož prospěch členské státy v určité míře omezily svou suverenitu, a jehož subjekty jsou nejen státy ale i jejich státní příslušníci. Nezávisle na vnitrostátní právní úpravě tak komunitární právo zakládá práva těmto příslušníkům a to jak výslovně, tak prostřednictvím jasně definovaných závazků států a orgánů Společenství.
Článek 12 Smlouvy, který představuje bezpodmínečný zákaz cla a poplatky s rovnocenným účinkem cel, vytváří závazek státu zdržet se zavádění cel bez možnosti výhrady z jeho strany. Tím je ustanovení tohoto článku schopné přímého účinku ve vztahu mezi státem a jednotlivcem.
Zvýšení celního tarifu na dovoz daného zboží tak bylo porušením Smlouvy.